# Sweet 75
Sweet 75 est un groupe de rock américain fondé en 1995 par Krist Novoselic, l'ancien bassiste du groupe Nirvana après sa dissolution à la mort de son leader Kurt Cobain.
Au départ le groupe devait également inclure l'ancien batteur de Nirvana, Dave Grohl (qui avait plusieurs compositions en réserve à son actif), mais tous deux préférèrent finalement se séparer, Grohl lançant les Foo Fighters.
Le groupe a sorti un album homonyme chez Geffen Records, l'ancienne maison de disques de Nirvana. Un second album était en projet mais Sweet 75 choisit de se séparer, notamment en raison du peu de succès du premier opus. Une reformation a été annoncée en 2000, mais elle ne s'est pas concrétisée.